# Irish League 1905-1906
L'Irish League 1905-1906 è stata la 16ª edizione della prima divisione del campionato nordirlandese di calcio.
Il campionato era formato da otto squadre e il Cliftonville e il Distillery vinsero entrambe il titolo dopo un doppio spareggio. Non vi furono retrocessioni.

## Classifica finale
| Pos. | Squadra        | G  | V | N | P | GF | GS | Punti |
| ---- | -------------- | -- | - | - | - | -- | -- | ----- |
| 1    | Cliftonville   | 14 | 7 | 5 | 2 | 19 | 8  | 19    |
| 1    | Distillery     | 14 | 8 | 3 | 3 | 20 | 13 | 19    |
| 3    | Linfield       | 14 | 7 | 3 | 4 | 21 | 14 | 17    |
| 4    | Belfast Celtic | 14 | 6 | 3 | 5 | 20 | 18 | 15    |
| 5    | Bohemians      | 14 | 5 | 2 | 7 | 17 | 20 | 12    |
| 5    | Shelbourne     | 14 | 5 | 2 | 7 | 16 | 18 | 12    |
| 7    | Derry Celtic   | 14 | 4 | 3 | 7 | 13 | 22 | 11    |
| 8    | Glentoran      | 14 | 2 | 3 | 9 | 13 | 26 | 7     |

G = Partite giocate; V = Vittorie; N = Nulle/Pareggi; P = Perse; GF = Goal fatti; GS = Goal subiti; 

### Spareggio per il titolo
- Cliftonville FC 0-0 Distillery FC
- Distillery FC 3-3 Cliftonville FC